# Cantone di Doué-la-Fontaine
Il Cantone di Doué-la-Fontaine è una divisione amministrativa dell'arrondissement di Saumur.
A seguito della riforma approvata con decreto del 24 febbraio 2014, che ha avuto attuazione dopo le elezioni dipartimentali del 2015, dall'aprile 2015 conta 34 comuni.

## Composizione
Prima della riforma comprendeva i seguenti 12 comuni:
- Brigné
- Concourson-sur-Layon
- Dénezé-sous-Doué
- Doué-la-Fontaine
- Forges
- Louresse-Rochemenier
- Martigné-Briand
- Meigné
- Montfort
- Saint-Georges-sur-Layon
- Les Ulmes
- Les Verchers-sur-Layon

Dopo la riforma è costituito dai seguenti 34 comuni:
- Ambillou-Château
- Antoigné
- Brézé
- Brigné
- Brossay
- Chemellier
- Chênehutte-Trèves-Cunault
- Cizay-la-Madeleine
- Concourson-sur-Layon
- Le Coudray-Macouard
- Courchamps
- Coutures
- Dénezé-sous-Doué
- Doué-la-Fontaine
- Épieds
- Forges
- Gennes
- Grézillé
- Louerre
- Louresse-Rochemenier
- Meigné
- Montfort
- Montreuil-Bellay
- Noyant-la-Plaine
- Le Puy-Notre-Dame
- Saint-Cyr-en-Bourg
- Saint-Georges-des-Sept-Voies
- Saint-Georges-sur-Layon
- Saint-Just-sur-Dive
- Saint-Macaire-du-Bois
- Le Thoureil
- Les Ulmes
- Vaudelnay
- Les Verchers-sur-Layon